# Lajos II của Hungary
Lajos II (tiếng Hungary: II. Lajos; tiếng Séc: Ludvík Jagellonský; tiếng Croatia: Ludovik II.; tiếng Slovak: Ľudovít II.; 1 tháng 7 năm 1506 – 29 tháng 8 năm 1526) là Vua của Hungary, Croatia và Bohemia từ năm 1516 đến 1526.

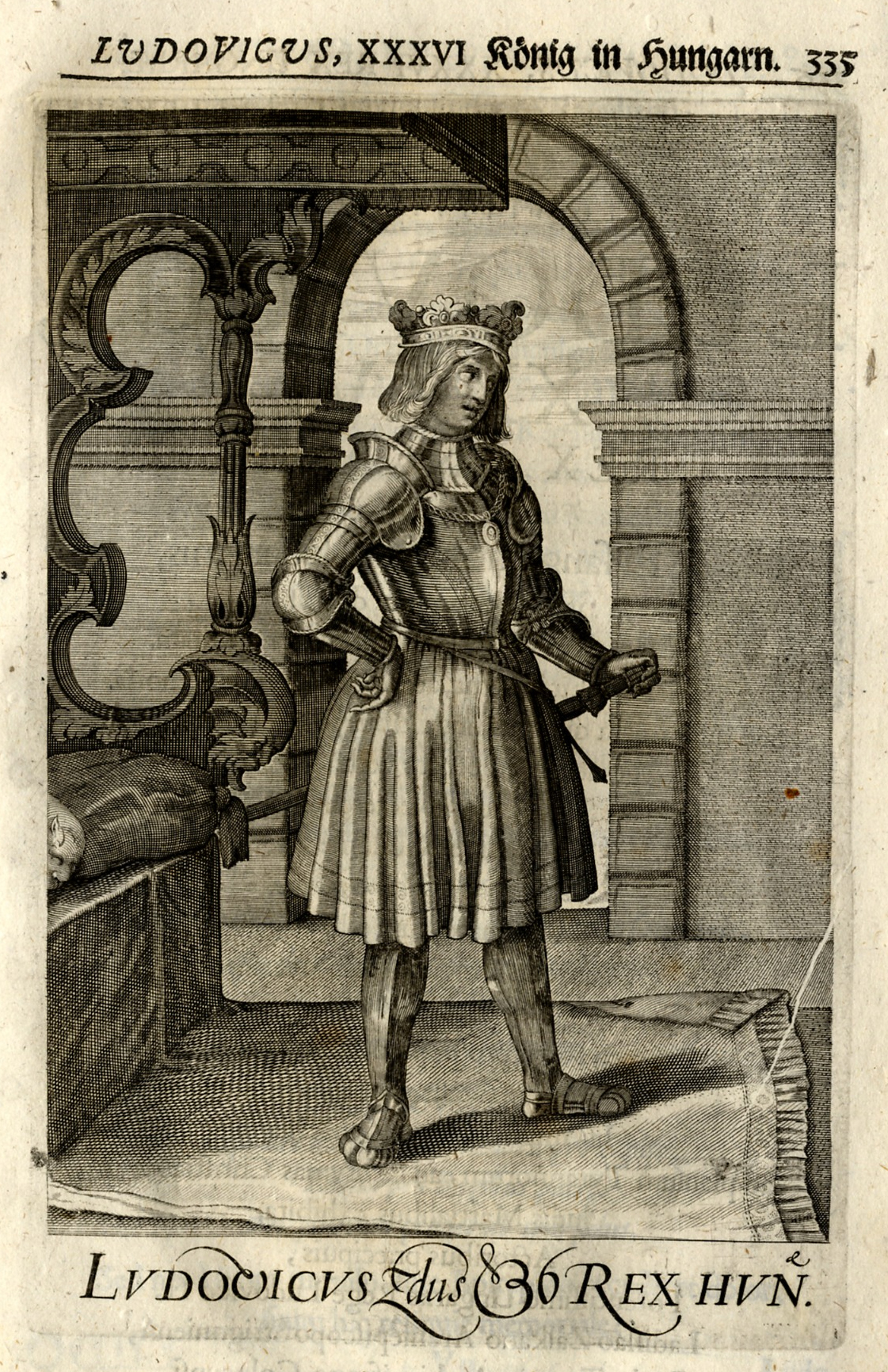
Vua Louis II của Hungary (Nádasdy Mausoleum, 1664)